# ياسمين سيل
ياسمين سيل (مواليد 1989) كاتبة ومترجمة أدبية بريطانية سورية تعمل باللغات الإنجليزية والعربية والفرنسية. وهي أول امرأة تترجم كتاب ألف ليلة وليلة من الفرنسية والعربية. بالإضافة إلى عملها المكتوب، وهي متحدثة رسمية وتعقد ورش عمل حول نظرية وممارسة الترجمة من الإنجليزية إلى العربية. في عام 2020، حصلت على جائزة الكتابة الجديدة للشعر للملكة ماري الوصفيري. بدأت اعتبارًا من عام 2021 على ترجمة عمل عبد الغني النابلسي في أوائل القرن الثامن عشر بعنوان تعطير الإنسانية من خلال تفسير الأحلام. كما أنها تترجم أعمال الخنساء.

## حياتها
نشأت ياسمين في أوروبا وهي تتحدث الإنجليزية والعربية والفرنسية. والدتها سوري، ووالدها تونسي روسي نشأ في المملكة المتحدة. عاشت سابقًا في اسطنبول وتقيم حاليًا في باريس.

## أراء نقدية
كتب روبين كريسويل في ذا نيويورك رفيو (بالإنجليزية The New York Review) أن ترجمة ياسمين لكتاب ألف ليلة وليلة لها نسيج -ضيق، ناعم، منقوش بمهارة- يجعل الإصدارات السابقة تبدو إما مبهرجة أو مملة بعض الشيء بالمقارنة مع ترجمتها.

## اعمالها

### شِعر

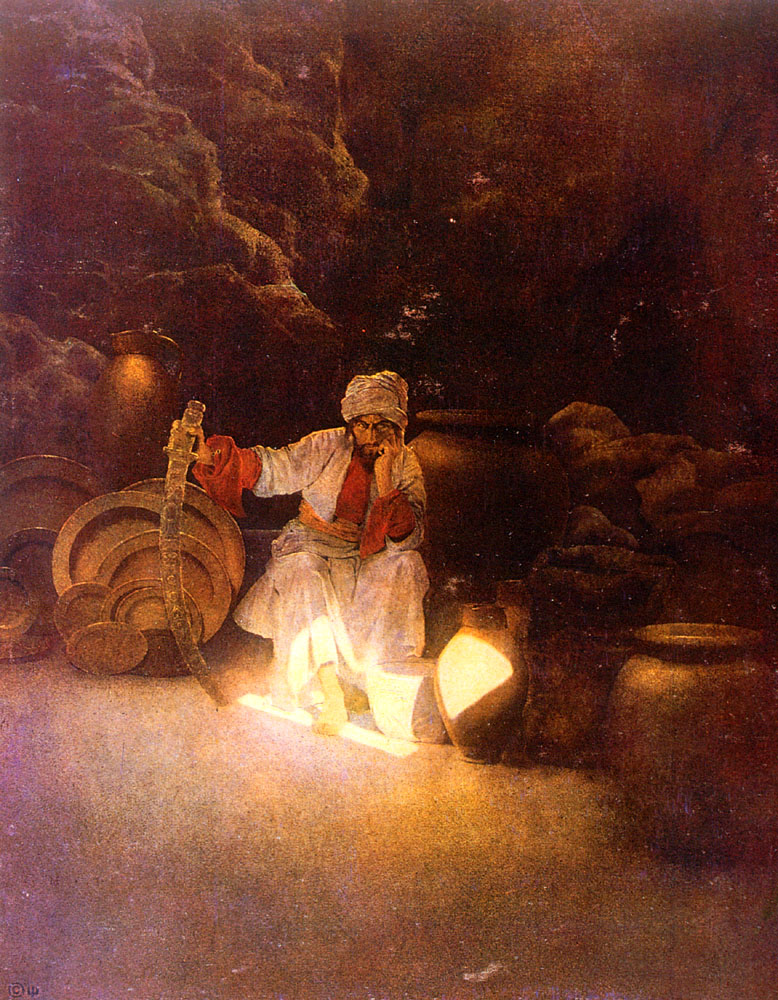
أَلْفُ لَيْلَةٍ وَلَيْلَةٌ

الحكمة التقليدية (الفائزة بجائزة الملكة ماري قصفيري للكتابة الجديدة لعام 2020)

### ترجمة
- علاء الدين: ترجمة جديدة (تحرير باولو ليموس هورتا، 2018)[16]
- الليالي العربية المشروحة: حكايات من 1001 ليلة (تحرير باولو ليموس هورتا، مع مقدمة بقلم عمر العقاد وخاتمة لروبرت إيروين، 2021)[17][18][19][20]
- الفجوة لمايا أبو الحيات (قصة قصيرة) (نُشرت في انهيار جميع الجدران: قصص الانفصال ، تحرير ويل فورستر وسارة كليف، 2022)[21][22]
- هياج الهواء: قصائد بعد ابن عربي، مع روبن موغر (محرر دومينيك جايكلي، 2022)[23][24]

### مقالات
- رحلات خبير حكواتي، مجلة باريس، مايو 2021 (نُشر لأول مرة كمقدمة لترجمة إلياس مهنا لكتاب رحلات حنا دياب)[25][26][27]

- بعد الثورة ثلاث روايات لحاضر مصر القمعي، مجلة هاربر، يناير 2018.[28]
- الكاميرا العثمانية، تصوير عثماني، فريزي، سبتمبر 2015 [29]
- Q v. K بشأن سياسة الأبجدية التركية، مدونة LRB، تشرين الأول (أكتوبر) 2013 [30]

## جوائزها
- حصلت على جائزة الوسافيري للكتابة الجديدة للشعر لعام 2020
- ومنحة صندوق الترجمة 2022 PEN / HEIM.[31]